# 휘트 메리필드
휘틀리 데이비드 메리필드(영어: Whitley David Merrifield, 1989년 1월 24일 ~ )는 미국의 야구 선수로, 내셔널 리그 필라델피아 필리스의 야구선수이다.